# Грицюк Петро Петрович
Петро́ Петро́вич Грицю́к (7 листопада 1979, с. Микуличин, Яремчанський район, Івано-Франківська обл.) — український правник, юрист, художник, поет, громадський діяч, член Національної спілки художників України (2021).

## Життєпис
Народився 7 листопада 1979 року у с. Микуличині Надвірнянського району Івано-Франківської області, українець. Батько Петро Іванович (1954—2017) — юрист; мати Наталія Юріївна (1955) —  бібліограф, пенсіонерка; дружина Наталія Олександрівна (1981) — лікар; сини Дмитро (2002) та  Андрій (2011).
Закінчив Національну юридичну академію України ім. Я.Мудрого (2001, Харків). У 2001—2010 роках працював в органах прокуратури Івано-Франківської області. У 2010 році Указом Президента України призначений на посаду судді Івано-Франківського окружного адміністративного суду. В червні 2020 року звільнений з посади судді у зв'язку з поданням заяви про відставку.
Живе в м. Івано-Франківську та в родинному будинку в с. Микуличині.
Учасник та партнер «Порталу незалежних художників» (м. Київ), літературно-мистецького об'єднання «Згарда» (м. Яремче), член об'єднання художників «Мистецьке братство» (м. Івано-Франківськ). Автор та організатор творчих заходів всеукраїнського патріотичного мистецького проекту «У нас єдина доля — ім'я їй Україна».
У шкільні роки навчався в Долинській художній школі для дітей, а згодом в Надвірнянській дитячій школі мистецтв, яку закінчив на відмінно. Тривалий час не малював, однак з 2013 року почав активно займатися художньою творчістю. Працює в галузі живопису, графіки. За цей час створив понад 200 робіт. Провів 36 персональних виставок, як в Україні, так і за її межами (Греція, Канада, Угорщина, Румунія), учасник спільних всеукраїнських і регіональних виставок (всього 45 виставок).
Лауреат Івано-Франківської обласної премії імені Ярослава Лукавецького в галузі образотворчого мистецтва, лауреат премії імені Миколи Домашевського в галузі літератури та мистецтва. Почесний громадянин села Микуличина.
Значна частина мистецьких творів художника об'єднана в експозиції «На гранях суперечностей» (2013—2016), «Станіславів & Галичина» (2015—2020), в  серіях робіт «Філософія кольору», «Окрилена планета».
Графічні роботи Петра Грицюка створюються у авторській манері, що має назву «Графічний кракелюр». За власним визначенням художника, графічний кракелюр — манера графіки, для якої характерна перевага кривих ліній, які в сукупності створюють ілюзію тріщин (кракелюрів).
Пише вірші. На рядки автора створено 9 пісень, з яких 5 пісень на патріотичну тематику («Молитва захисника», «Ти знову», «У нас єдина доля — ім'я їй Україна», «За свою правду», «Розмова з Україною», «До перемоги»).

## Основні твори
- «Протилежності» (2014)
- «Вертеп» (2014)
- «Станіславів, будинок повітової ради» (2015)
- «Микуличин, каплиця» (2016)
- «На гранях суперечностей» (2016)
- Поліптих із серії «Календар душі», 12 секцій (2018)
- «Станіславівська фортеця, XVIIІ ст.» (художня реконструкція, 2019)
- «Симфонія ліній» (2020)
- «Станіславівська фортеця, XVIIІ ст.» (художня реконструкція, 2019)
- «Маленьке деревце» (2020)
- «Вознесіння» (2020)
- «Вуйко», 21х30, папір, олівець, 2021 р.

## Основні виставки
- Всеукраїнська художня виставка до Дня Незалежності України, 2014 р. (Київ),
- Всеукраїнська художня виставка до Дня художника, 2014, 2015 рр. (Київ),
- Всеукраїнська художня  Різдвяна виставка, 2014, 2015 рр. (Київ)
- Всеукраїнська художня виставка «Мальовнича Україна», 2016 р. (Суми);
- Всеукраїнська художня виставка «Графіка у Харкові», 2020 р. (Харків).

## Відзнаки
- Лауреат Івано-Франківської обласної премії імені Ярослава Лукавецького в галузі образотворчого мистецтва  (2017);
- Лауреат  премії імені Миколи Домашевського в галузі літератури та мистецтва (2018);
- Почесний громадянин села Микуличина.